# Сидоренкова, Анна Леонтьевна
Анна Леонтьевна Сидоренкова (1926—1998) — советский передовик производства в сельском хозяйстве. Герой Социалистического Труда (1966).

## Биография
Родилась 8 ноября 1925 года в деревне Баушкино Духовщинского уезда Смоленской губернии в крестьянской семье.
С 1941 года, после начала Великой Отечественной войны жители Смоленской области, в том числе и А. Л. Сидоренкова в связи с оккупацией фашистскими войсками была эвакуирована на Урал.
С 1942 года работала дояркой в совхозе «Шиловский» в городе Березовский, Свердловской области.
22 марта 1966 года Указом Президиума Верховного Совета СССР «за достигнутые успехи в развитии животноводства, увеличении производства и заготовок молока» Анна Леонтьевна Сидоренкова была удостоена звания Героя Социалистического Труда с вручением Ордена Ленина и золотой медали «Серп и Молот».
По итогам работы в последующие годы 13 апреля 1981 года Указом Президиума Верховного Совета СССР «за отличие в труде» А. Л. Сидоренкова была награждена Орденом Октябрьской революции.
С 1981 года — на пенсии. Жила в городе Березовский, Свердловской области. Умерла 24 декабря 1998 года.

## Награды
- Медаль «Серп и Молот» (22.03.1966)
- Орден Ленина (22.03.1966)
- Орден Октябрьской революции (13.03.1981)
- Почетный гражданин города Берёзовского (1980)